# Loupian
Loupian – miejscowość i gmina we Francji, w regionie Oksytania, w departamencie Hérault.
Według danych na rok 1990 gminę zamieszkiwało 1289 osób, a gęstość zaludnienia wynosiła 81 osób/km² (wśród 1545 gmin Langwedocji-Roussillon Loupian plasuje się na 282. miejscu pod względem liczby ludności, natomiast pod względem powierzchni na miejscu 501.).